# Ghepardo reale

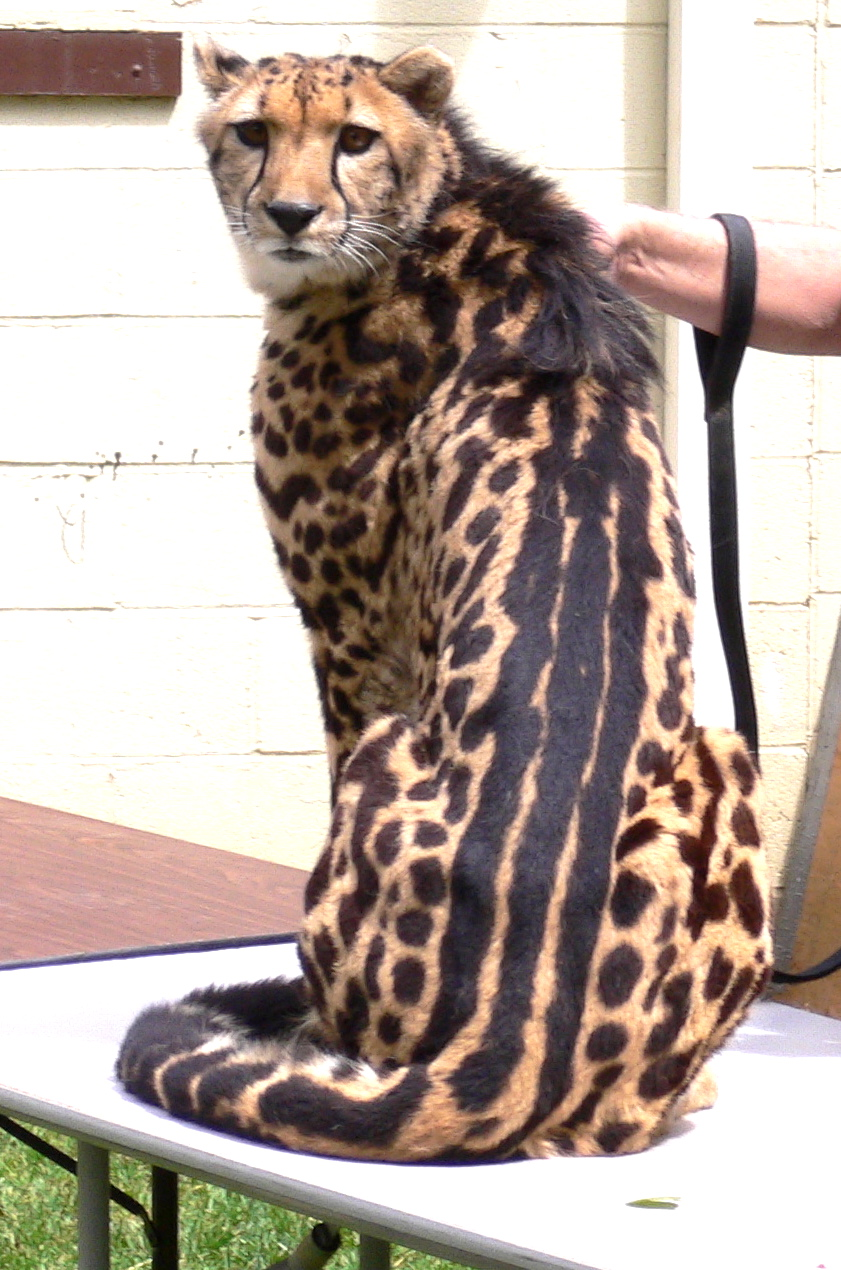

Con il nome di ghepardo reale si indica una variazione cromatica del ghepardo con macchie scure molto più grandi che nella varietà comune, spesso confluenti fra loro, con criniera più folta e scura.
Il ghepardo reale (da alcuni considerato una sottospecie del ghepardo, da altri classificato addirittura come specie a sé stante, e  ritenuta un criptide fino al 1975) è stato riconsiderato come la manifestazione di geni recessivi piuttosto che come popolazione ben distinta. In generale, però, la validità di tutte le sottospecie riconosciute del ghepardo è stata più volte messa in dubbio a causa delle differenze abbastanza superficiali (principalmente nella colorazione del manto) che intercorrono fra esse.